# دنی باورز
دنی باورز (انگلیسی: Danny Bowers؛ زادهٔ ۱۶ ژانویهٔ ۱۹۵۵) بازیکن فوتبال اهل بریتانیا است.
از باشگاه‌هایی که در آن بازی کرده‌است می‌توان به باشگاه فوتبال استوک سیتی، باشگاه فوتبال کرو آلکساندرا، و باشگاه فوتبال شروزبری تاون اشاره کرد.